# لیگ برتر فوتسال مردان ایران
لیگ برتر فوتسال مردان ایران بالاترین سطح مسابقات باشگاهی فوتسال ایران به‌شمار می‌رود، که در سال ۱۳۸۳ تأسیس شد (این نخستین دوره از شیوه برگزاری جدید مسابقات لیگ فوتسال ایران با عنوان لیگ برتر فوتسال ایران بود). در اولین دوره این رقابت‌ها ۱۲ تیم با یکدیگر به رقابت پرداخته‌اند که در پایان تیم فوتسال شن سا ساوه به مقام قهرمانی دست یافت.
تیم‌های گیتی پسند و مس سونگون با ۵ قهرمانی موفق‌ترین تیم ها در این مسابقات به‌شمار می‌روند، همچنین  و شن سا ساوه، تام ایران خودرو، فولاد ماهان اصفهان، شهید منصوری قرچک، تاسیسات دریایی تهران هر کدام با ۲ قهرمانی و تیم دبیری تبریز با ۱ قهرمانی، قهرمانان ۲۱ دوره برگزار شده این رقابت‌ها به‌شمار می‌روند.

## تاریخچه
لیگ برتر فوتسال مردان ایران در سال ۱۳۸۳ اولین دوره از رقابت‌های فوتسال در ایران به‌شمار می‌رود که به شکل کنونی برگزار می‌شود، پیش تر از آن، این مسابقات به صورت گروهی برگزار می‌شد که تیم‌های پیمان تهران و استقلال تهران با ۲ قهرمانی رکورد دار این مسابقات محسوب می‌شدند، همچنین پیش تر از آن این مسابقات به صورت استانی برگزار می‌شد و استان تهران و استان گیلان موفق‌ترین تیم‌های این رقابت محسوب می‌شدند.
اولین دوره سوپر لیگ فوتسال ایران با حضور ۱۲ تیم برگزار شد که در پایان تیم شن سا ساوه به مقام قهرمانی و شهید منصوری قرچک به مقام دوم و همچنین ارم کیش قم به مقام سوم دست یافتند. همچنین تیم‌های چینی همگام شهرکرد و شهرداری تنکابن به عنوان دو تیم آخر جدول رقابت‌ها به دستهٔ پایین‌تر سقوط کردند.
اکنون تیم فوتسال مس سونگون با ۵ قهرمانی موفق‌ترین تیم محسوب می‌شد، همچنین این تیم با ۴قهرمانی متوالی طی سال‌های ۱۳۹۶ و ۱۳۹۷ و ۱۳۹۸ و ۱۳۹۹ رکورد دار قهرمانی متوالی این مسابقات محسوب می‌شد.

## فرمت مسابقات
۱۴ تیم در سوپر لیگ حضور دارند که در طول فصل، هر کدام با یک دیگر دو بار (به صورت رقابت‌های دوره ای) بازی می‌کنند، که هر کدام از بازی‌ها در ورزشگاه خانگی یکی از تیم‌ها برگزار می‌شود. هر تیم در هر فصل ۲۶ بار به میدان می‌رود. تیم‌ها به ترتیب بر اساس امتیاز، تفاضل گل، گل زده رده‌بندی می‌شوند. دو تیم پایین جدول لیگ برتر به دستهٔ پایین‌تر سقوط می‌کنند و دو تیم برتر دستهٔ پایین‌تر به صورت مستقیم به لیگ برتر می‌آیند.

## قهرمان‌ها
| #  | فصل  | قهرمان               |
| -- | ---- | -------------------- |
| ۱  | ۱۳۸۳ | شن‌سا ساوه            |
| ۲  | ۱۳۸۴ | تام ایران خودرو      |
| ۳  | ۱۳۸۵ | شن‌سا ساوه            |
| ۴  | ۱۳۸۶ | تام ایران خودرو      |
| ۵  | ۱۳۸۷ | فولاد ماهان اصفهان   |
| ۶  | ۱۳۸۸ | فولاد ماهان اصفهان   |
| ۷  | ۱۳۸۹ | شهید منصوری قرچک     |
| ۸  | ۱۳۹۰ | شهید منصوری قرچک     |
| ۹  | ۱۳۹۱ | گیتی‌پسند اصفهان      |
| ۱۰ | ۱۳۹۲ | دبیری تبریز          |
| ۱۱ | ۱۳۹۳ | تأسیسات دریایی تهران |
| ۱۲ | ۱۳۹۴ | تأسیسات دریایی تهران |
| ۱۳ | ۱۳۹۵ | گیتی‌پسند اصفهان      |
| ۱۴ | ۱۳۹۶ | مس سونگون ورزقان     |
| ۱۵ | ۱۳۹۷ | مس سونگون ورزقان     |
| ۱۶ | ۱۳۹۸ | مس سونگون ورزقان     |
| ۱۷ | ۱۳۹۹ | مس سونگون ورزقان     |
| ۱۸ | ۱۴۰۰ | گیتی پسند اصفهان     |
| ۱۹ | ۱۴۰۱ | مس سونگون ورزقان     |
| ۲۰ | ۱۴۰۲ | گیتی پسند اصفهان     |
| ۲۱ | ۱۴۰۳ | گیتی پسند اصفهان     |

## موفق‌ترین باشگاه‌ها
| باشگاه                | قهرمانی                                  | نایب قهرمانی                                               | سومی                   |
| --------------------- | ---------------------------------------- | ---------------------------------------------------------- | ---------------------- |
| گیتی‌پسند اصفهان       | ۵ (۱۳۹۱، ۱۳۹۵، ۱۴۰۰، ۱۴۰۲، ۱۴۰۳)         | ۸ (۱۳۸۹، ۱۳۹۰، ۱۳۹۲، ۱۳۹۳، ۱۳۹۷، ۹۹–۱۳۹۸، ۱۴۰۰–۱۳۹۹، ۱۴۰۱) | ۲ (۱۳۹۴، ۱۳۹۶)         |
| مس سونگون ورزقان      | ۵ (۱۳۹۶، ۱۳۹۷، ۹۹–۱۳۹۸، ۱۴۰۰–۱۳۹۹، ۱۴۰۱) | ۴ (۱۴۰۰٬۱۳۹۴، ۱۴۰۲، ۱۴۰۳)                                  | ۲ (۱۳۹۳، ۱۳۹۵)         |
| شهید منصوری قرچک      | ۲ (۱۳۸۹، ۱۳۹۰)                           | ۳ (۸۳–۱۳۸۲، ۱۳۸۶، ۱۳۸۸)                                    | ۱ (۱۳۹۱)               |
| تام ایران خودرو تهران | ۲ (۸۴–۱۳۸۳، ۱۳۸۶)                        | ۱ (۱۳۸۵)                                                   | ۱ (۱۳۸۷)               |
| استقلال               | ۲ (۱۳۷۹، ۱۳۸۰)                           | ۱ (۱۳۸۱)                                                   | -                      |
| تأسیسات دریایی تهران  | ۲ (۱۳۹۳، ۱۳۹۴)                           | ۱ (۱۳۹۶)                                                   | -                      |
| فولاد ماهان اصفهان    | ۲ (۱۳۸۷، ۱۳۸۸)                           | -                                                          | ۳ (۱۳۸۶، ۱۳۸۹، ۱۳۹۰)   |
| شن‌سا ساوه             | ۲ (۸۳–۱۳۸۲، ۱۳۸۵)                        | -                                                          | ۱ (۸۴–۱۳۸۳)            |
| دبیری تبریز           | ۱ (۱۳۹۲)                                 | ۱ (۱۳۹۵)                                                   | -                      |
| پاس تهران             | ۱(۸۲_۱۳۸۱)                               |                                                            |                        |
| ارم‌کیش قم             | -                                        | ۲ (۸۴–۱۳۸۳، ۱۳۸۷)                                          | ۱ (۸۳–۱۳۸۲)            |
| صبای قم               | -                                        | ۱ (۱۳۹۱)                                                   | -                      |
| شرکت ملی حفاری اهواز  | -                                        | -                                                          | ۳ (۱۳۸۸، ۱۳۹۲، ۱۳۹۷)   |
| سن‌ایچ ساوه            | -                                        | -                                                          | ۲ (۹۹–۱۳۹۸، ۱۴۰۰–۱۳۹۹) |
| راه‌آهن                | -                                        | -                                                          | ۱ (۱۳۸۵)               |
| سوهان محمد سیما قم    | -                                        | -                                                          | ۱ (۱۳۹۷)               |
| ستارگان ورامین        | -                                        | -                                                          | ۱ (۹۹–۱۳۹۸)            |